# Tsar Samoeil
Tsar Samoeil (Bulgaars: Цар Самуил Tsar Samuil; Roemeens: Țar Samuil; Turks: Kütüklü) is een dorp in het noordoosten van Bulgarije. Het dorp is gelegen in de gemeente Toetrakan in de oblast Silistra. Het dorp ligt 40 km ten oosten van Roese en 80 km ten westen van Silistra.

## Geschiedenis
Na de val van de Ottomaanse heerschappij op de Balkan in 1877 werd het dorp onderdeel van Vorstendom Bulgarije, maar door het Verdrag van Boekarest (1913) werd het toegekend aan het Koninkrijk Roemenië. Na een korte Bulgaarse heerschappij tijdens de Eerste Wereldoorlog, werd het door krachtens het Verdrag van Neuilly weer teruggegeven aan het Koninkrijk Roemenië. Het Verdrag van Craiova (1940) kende het gebied uiteindelijk toe aan Bulgarije.

## Bevolking
Op 31 december 1934 telde het dorp Tsar Samoeil 2.431 inwoners. Dit aantal groeide tot een maximum van 2.644 personen in 1946. Sinds 1965 loopt het inwonersaantal echter langzaam maar geleidelijk terug. Op 31 december 2020 werden er 1.107 personen in het dorp geregistreerd, een halvering ten opzichte van 2.084 inwoners in 1985.
|  |

Het dorp heeft een gemengde bevolkingssamenstelling: de grootste groep vormen de Turken, gevolgd door een grote minderheid van Bulgaren.
| Etnische samenstelling van de respondenten (2011) | Etnische samenstelling van de respondenten (2011) | Etnische samenstelling van de respondenten (2011) | Etnische samenstelling van de respondenten (2011) | Etnische samenstelling van de respondenten (2011) |
| ------------------------------------------------- | ------------------------------------------------- | ------------------------------------------------- | ------------------------------------------------- | ------------------------------------------------- |
|                                                   |                                                   |                                                   |                                                   |                                                   |
| Bulgaren                                          | Bulgaren                                          |                                                   | 26,3%                                             | 26,3%                                             |
| Turken                                            | Turken                                            |                                                   | 72,5%                                             | 72,5%                                             |
| Roma                                              | Roma                                              |                                                   | 1,0%                                              | 1,0%                                              |
| Anders/Onbekend                                   | Anders/Onbekend                                   |                                                   | 0,3%                                              | 0,3%                                              |

Antimovo - Belitsa - Brenitsa - Doenavets - Nova Tsjerna - Pozjarevo - Preslavtsi - Sjoementsi - Sjanovo - Staro Selo - Tarnovtsi - Toetrakan - Tsarev Dol - Tsar Samoeil - Varnentsi